# 2006 في كوستاريكا
فيما يلي قوائم الأحداث التي وقعت خلال عام 2006 في كوستاريكا.

## سياسة

### انتهاء فترة المنصب
- 8 مايو – هابيل باتشيكو رئيس كوستاريكا.

## رياضة
- 1 يناير – كوستاريكا في كأس العالم 2006

## وفيات

### فبراير
- 11 فبراير – خوسيه لويس سوتو (مواليد 1932)